# Nikita Shurshin
Nikita Shurshin (en russe : Никита Александрович Шуршин, Nikita Aleksandrovitch Chourchine), né le 8 avril 1993 à Toula, est un coureur cycliste russe, spécialiste des épreuves de vitesse sur piste.

## Palmarès sur piste

### Jeux olympiques
- Rio 2016
  - 26e de la vitesse individuelle

### Championnats du monde
| Édition / Épreuve              | Keirin | Vitesse individuelle | Vitesse par équipes |
| Moscou 2011 (juniors)          | Argent |                      | Bronze              |
| Melbourne 2012                 |        | 25e                  |                     |
| Minsk 2013                     |        | 16e                  |                     |
| Cali 2014                      |        | 16e                  | 4e                  |
| Saint-Quentin-en-Yvelines 2015 | 5e     | 16e                  | 4e                  |
| Londres 2016                   | 8e     | 15e                  | 7e                  |
| Apeldoorn 2018                 |        | 28e                  |                     |

### Coupe du monde
- 2015-2016
  - 3e de la vitesse par équipes à Hong Kong

### Championnats d'Europe
| Édition / Épreuve      | Keirin | Vitesse individuelle | Vitesse par équipes |
| Anadia 2011 (juniors)  |        | Argent               | Bronze              |
| Anadia 2014 (espoirs)  | Or     | Or                   |                     |
| Baie-Mahault 2014      |        |                      | Bronze              |
| Athènes 2015 (espoirs) | Argent | Bronze               | Bronze              |

### Championnats nationaux
- Champion de Russie de vitesse par équipes en 2013 (avec Denis Shurshin et Andrey Kubeev) et 2017 (avec Aleksander Sharapov et Shane Perkins)